# Saint-Gelais
Saint-Gelais è un comune francese di 1 789 abitanti situato nel dipartimento delle Deux-Sèvres nella regione della Nuova Aquitania.

## Società

### Evoluzione demografica
Abitanti censiti